# Brochiraja
Brochiraja is een geslacht van kraakbeenvissen uit de familie van de Arhynchobatidae.

## Soorten
- Brochiraja aenigma (Last & McEachran, 2006)
- Brochiraja albilabiata (Last & McEachran, 2006)
- Brochiraja asperula (Garrick & Paul, 1974)
- Brochiraja heuresa (Last & Séret, 2012)
- Brochiraja leviveneta (Last & McEachran, 2006)
- Brochiraja microspinifera (Last & McEachran, 2006)
- Brochiraja spinifera (Garrick & Paul, 1974)
- Brochiraja vittacauda (Last & Séret, 2012)